# Littleton (Cheshire)
Littleton is een civil parish in het bestuurlijke gebied Cheshire West and Chester, in het Engelse graafschap Cheshire met 647 inwoners.